# Brulote

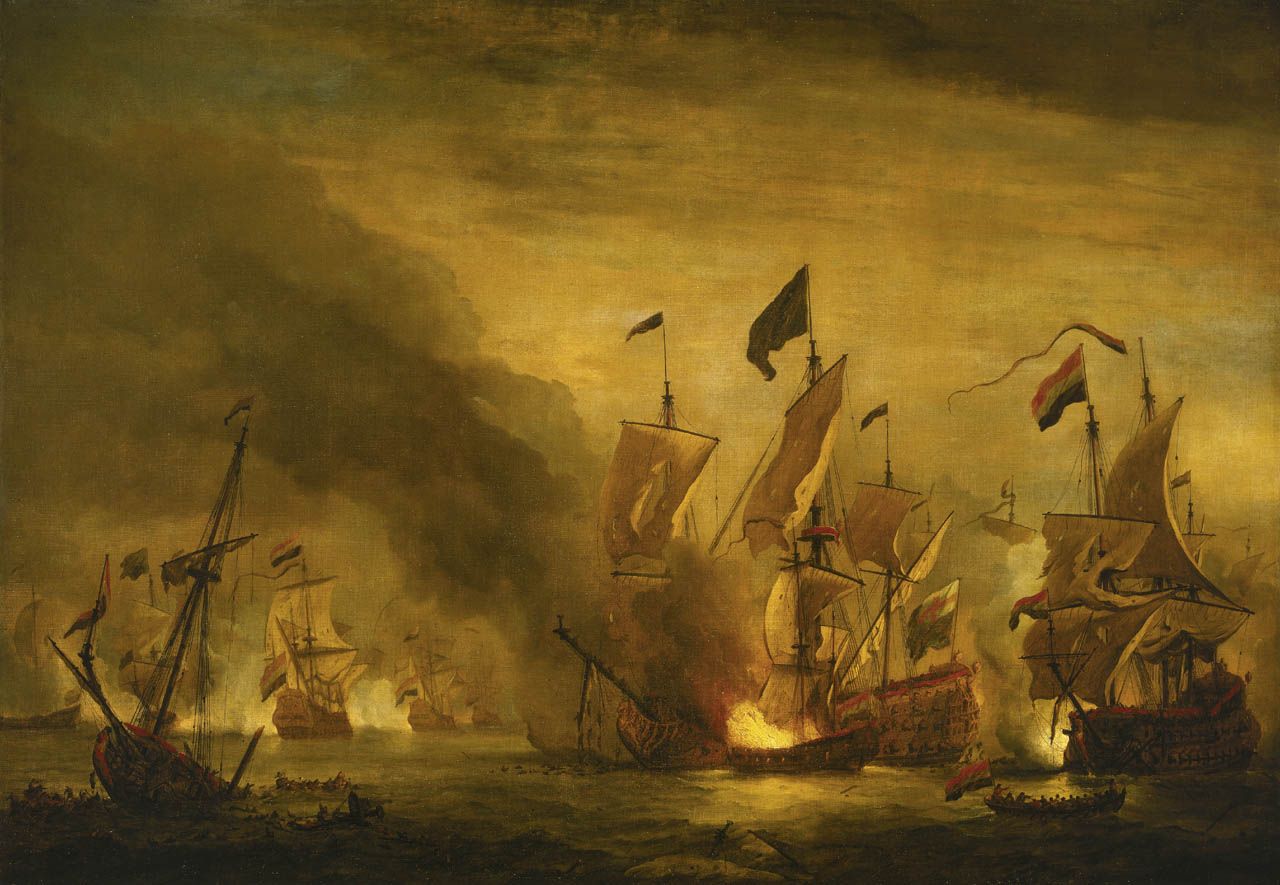
Ataque de um navio em chamas (brulote) holandês ao navio inglês Royal James na Batalha de Solebay (1672). Pintura de Willem van de Velde, o Novo

Um brulote é um navio de fogo carregado de matérias inflamáveis que era incendiado e lançado, evidentemente sem tripulantes, sobre a frota inimiga. Os Ingleses testemunharam pela primeira vez os brulotes quando uma frota Castelhana os utilizou na batalha no Porto de San Juan de Ulúa, Veracruz, Sul do México em 1568. Este tipo de arma teve papel importante na luta dos ingleses contra a Invencível Armada, em 1588.